# Oies de Meïdoum
Découvertes en 1871 par le peintre et égyptologue italien Luigi Vassalli qui travaillait alors pour le musée de Boulaq, les Oies de Meïdoum sont une partie d'une frise figurant une scène de capture d'oiseaux au filet. Cette frise, datée lors de sa découverte de l'époque de Snéfrou (IVe dynastie), provient de la tombe du mastaba du vizir Néfermaât et de son épouse Itet, sur le site archéologique de Meïdoum. Détachée de son support, elle est conservée au musée égyptien du Caire.

## Description
Longue de 1,73 m et haute de 28 cm, elle est peinte dans des tons naturels, appliqués sur une couche de stuc couvrant elle-même un enduit de terre. 
Des plantes d'un vert tendre, aux fleurs rouges, évoquent le paysage des rives d'un étang. Les deux oiseaux situés à gauche sont des bernaches à cou roux, proches des oies véritables. La qualité de ses détails, de ses couleurs et de ses textures, en plus de son état de conservation exceptionnel, ont pu amener à comparer l'œuvre à la Joconde de Léonard de Vinci,,.

## Un faux duXIXesiècle?
En 2015, Francesco Tiradritti, un égyptologue italien, enquête sur l'authenticité discutée des Oies. Il conclut à un très probable faux, par Vassalli lui-même, en basant notamment son analyse sur le type d'oiseaux représenté, la gamme de couleurs anormale pour l'époque, et l'étonnante symétrie de la scène, plutôt caractéristique d'époques bien plus modernes,,. Ces conclusions sont contestées par Zahi Hawass peu après leur annonce,.

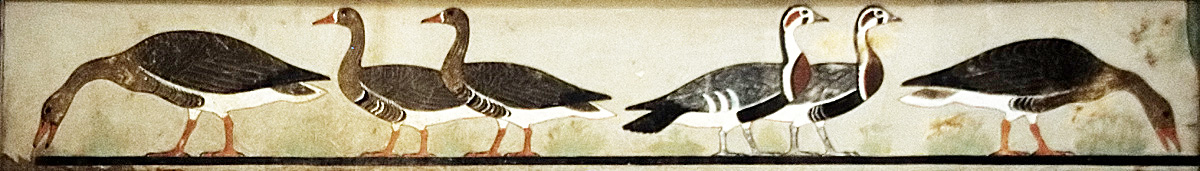